# Chwojniany
Chwojniany (biał. Хвайняны; ros. Хвойняны) – wieś na Białorusi, w obwodzie grodzieńskim, w rejonie grodzieńskim, w sielsowiecie Skidel.
W pobliżu miejscowości znajduje się przystanek kolejowy Chwojniany na linii Mosty – Grodno.

## Historia
Dawniej wieś i folwark. Należały do ekonomii grodzieńskiej w województwie trockim Rzeczypospolitej Obojga Narodów. W czasach zaborów w granicach Imperium Rosyjskiego, w guberni grodzieńskiej. W latach 1921–1939 wieś leżała w Polsce, w województwie białostockim, w powiecie grodzieńskim, w gminie Skidel.
Według Powszechnego Spisu Ludności z 1921 roku wieś zamieszkiwało 87 osób, 3 było wyznania rzymskokatolickiego, 84 prawosławnego. 10 mieszkańców zadeklarowało polską przynależność narodową, 77 białoruską. Było tu 17 budynków mieszkalnych.
Miejscowość należała do parafii Parafia św. Michała Archanioła w Skidlu i rzymskokatolickiej w Łunnej. Podlegała pod Sąd Grodzki w Skidlu i Okręgowy w Grodnie; właściwy urząd pocztowy mieścił się w Skidlu.
W wyniku napaści ZSRR na Polskę we wrześniu 1939 miejscowość znalazła się pod okupacją sowiecką. 2 listopada została włączona do Białoruskiej SRR. 4 grudnia 1939 włączona do nowo utworzonego obwodu białostockiego. Od czerwca 1941 roku pod okupacją niemiecką. 22 lipca 1941 r. włączona w skład okręgu białostockiego III Rzeszy. W 1944 miejscowość została ponownie zajęta przez wojska sowieckie i włączona do obwodu grodzieńskiego Białoruskiej SRR.
Od 1991 wchodzi w skład Białorusi.